# Монитор Сава
Монитор Сава био је монитор Краљевске југословенске ратне морнарице  у периоду од 1920. до 1941. године. Монитор Сава, бивши СМС Бодрог је речни монитор Темеш-класе. Други брод исте класе је СМС Темеш. Темеш-класа је оригинална класа аустроугарских ратних бродова, речних монитора који су били коришћени током Првог светског рата. Направљен је за Аустроугарску ратну морнарицу као Речни монитор СМС Бодрог и био је део аустроугарске Дунавске флотиле која је била стационирана у Земуну. Током Првог светског рата учествовао је у борбама против српске и румунске армије од Београда до доњег Дунава. На крају Првог свтског рата, додељен је Краљевини Срба, Хрвата и Словенаца (касније Краљевини Југославији) и преименован је у Саву и био је у саставу Речне флотиле Краљевске југословенске ратне морнарице
Монитор СМС Бодрог представља раритет светских размера, као једини преостали брод из групе речних монитора са којих је извршен први артиљеријски удар у Првом светском рату на Београд и који је један од десет пловила тог типа на свету.
Брод сведочи и о победи Србије у Првом светском рату, јер представља ратни плен Војске Краљевине Србије из 1918. године. Брод је потопљен 1918, две године касније је извађен, преуређен и под именом Сава уврштен у морнарицу Краљевине, Срба, Хрвата и Словенаца (касније Краљевине Југославије).
Током Другог светског рата потопљен је још два пута. Извађен је 1952. године, ремонтован и још једном уврштен у речну флотилу нове државе. Из војне употребе повучен је 1959. године.

## Опис и конструкција

### Опис
Монитор Сава је речни монитор Temes-класе, изграђен за аустроугарску морнарицу у бродоградилишту Данубиус-Шонисхен-Хартман у Будимпешти. Кобилица за СМС Бодрог положена 14. фебруара 1903. а у састав аустроугарске речне флотиле ушао је наредне године. Пројектовао га је аустријски поморски архитект Јосеф Тхиел.

### Конструкција
Имао је депласман 440 тона, дужину 56,2 метра, ширину 9,5 метара и газ 1,2 метра. Оклоп: бок и преграде 40 мм, палуба 25 мм, купола топа 40 мм, Командни мост 75 мм.
Посада се састојала: од пет официра, 30 подофицира и 56 морнара.

### Погон брода
Бодрог је имао две парне машине троструке експанзије, од којих је свака имала по 700 КС и покретала по једну пропелерску осовину са пропелером. Пару су обезбеђивали два водоцевна котла типа Јароу. Укупна инсталисана снага износила је 1.400 КС / 1.000 Кв. Имао је складишта за 62 тоне угља. Максимална брзина му је била 13 чворова (24 км/ч). Акциони радијус је износио 500 km при брзини од 10 чворова.

### Наоружање

#### СМС Бодрог
| Врста оруђа         | Број цеви  | Број оруђа | Дужина цеви | Домет  | Граната у минути | Дебљина куполе |
| ------------------- | ---------- | ---------- | ----------- | ------ | ---------------- | -------------- |
| Бродски топ 120     | једноцевни | 2          | 35 калибара | 10 км  | 12               | 40             |
| Бродска хаубица 120 | једноцевни | 1          | 10 калибара | 6.2 км | 8-12             | 40             |
| Бродски топ 37/42   | једноцевни | 2          | -           | -      | -                | 40             |
| Митраљез 8/80       | једноцевни | 3          | -           | -      | -                | -              |

#### Сава
| Врста оруђа       | Број цеви  | Број оруђа | Дужина цеви | Домет | Граната у минути | Дебљина куполе |
| ----------------- | ---------- | ---------- | ----------- | ----- | ---------------- | -------------- |
| Бродски топ 120   | једноцевни | 2          | 35 калибара | 10 км | 12               | 40             |
| Бродски ПА топ 66 | једноцевни | 1          | 18 калибара | 6 км  | 20               | 40             |
| Бродски ПА топ 40 | једноцевни | 1          | -           | 6 км  | -                | 40             |
| Митраљез 7,9      | једноцевни | 5          | -           | -     | -                | -              |

## Каријера

### Први светски рат
Само неколико дана након објаве Првог светског рата, 28. јула 1914. године у касним вечерњим часовима, испаљене су прве гранате у Првом светском рату на Београд, испалила их је јединица Дунавске флоте са бродова Бодрог, Темеш и Самош. Током 1914. и 1915. године Бодрог учествује у бомбардовању и као подршка нападима на Београд.
У завршним фазама Првог светског рата монитор Бодрог је био последњи који се повлачио према Будимпешти, али га су Срби заробили када се насукао на пешчани спруд низводно од Београда.
Када је према мировном уговору извршена коначна расподела бродова Дунавске флотиле, Краљевини Срба, Хрвата и Словенаца додељена су четири монитора и два патролна чамца, док су остали предати Међународној комисији 15. новембра 1920. године.
Бродовима Дунавске флотиле које је Краљевина СХС добила мировним уговором, дата су имена југословенских река. Речни монитори „Енс”, „Темеш”, „Кереш” и „Бодрог” добили су имена „Драва”, „Дрина”, „Морава” и „Сава”, а патролни чамци „Барш” и „Велс” добили су имена „Неретва” и „Брегалница”
Речна флотила Краљевске морнарице успела је да у бази у Новом Саду да опреми додељена четири монитора и два патролна чамца.
У периоду између два рата Сава је остала у саставу Речне флотиле Краљевина Југославије.

### Други светски рат
Током инвазије сила осовине на челу са Немачком у априлу 1941. године, командант монитора Сава био је Поручник бојног брода Срећко Ројс. Сава је служила у Првом дивизиону монитора стационираном у Дубовцу заједно са Вардаром, под оперативном командом 3. Дунавске Пешадијске дивизије и била је задужена за контролу румунске границе на Дунаву. Током првих неколико дана инвазије положила је мине у Дунав код границе са Румунијом.
Саву је 11. априла потопила посада. Неки од њених чланова посаде су покушали да побегну према јужној јадранској обали, али сви су заробљени пре предаје Југославије.
Брод је касније извадила морнарица Независне Државе Хрватске и наставио је да служи под именом Сава до ноћи 8. септембра 1944. године, када је поново потопљен.
Након Другог светског рата, потопљени монитор Сава код Славонског Брода је извађен и реконструисан 1952. године и уведен у састав Речне ратне флотиле под именом Сава. Пловио је до 1962. године, а онда је 1963. године расходован. Његовим изласком из флотне листе наше Речне ратне флотиле нестали су са дунавске сцене монитори, класични артиљеријски бродови, који су дали свој пун допринос историји ратовања на Дунаву.
У плану је била градња још једног монитора до краја 1963. године, али то није остварено. Речни монитор је имао карактеристике класичних артиљеријских бродова са јаким артиљеријским наоружањем и добро оклопљеним боковима и палубом. Због ограничених маневарских могућности и развоја савремене авијације постао је уносан циљ за њена дејства. Био је намењен за дејства по циљевима на копну и на води ради подршке јединицама Копнене војске у дејствима дуж река.

### Нови живот за Монитор „Сава“
Речни монитор Сава, бивши Бодрог, 2005. године решењем Музеј науке и технике из Београда, број 234/1 од 2006. године, уврштен у културно добро Републике Србије. У том периоду налазио се у приватном власништву, као део флоте предузећа „Дунав група агрегати“ из Новог Сада, и користио се као пристан (врста дока-пристаништа за прелазак на други пловни објекат) за друге бродове из овог предузећа.
Имајући у виду да су Министарство одбране и Војска Србије били свесни чињенице да је речни монитор Сава од стратешког значаја за Србију, јер представља доказ о томе како је започео Први светски рат, предузет је низ мера да се Министарство одбране одреди за новог стараоца за спровођење мера заштите културног добра, што је и реализовано током 2014. године решењем Министарства културе и информисања. 2015. године формирана је Пројектна група Министарства одбране и Војске Србије, за спровођење мера санације и рестаурације културног добра, речног брода „Сава“, раније „Бодрог“.
Циљ је да се „Бодрог“, као музеј почетка Првог светског рата, стави у функцију обележавања јубилеја Великог рата.
Монитор Сава је рестауриран, претворен у брод-музеј и отворен за посетиоце 2021. године. Радници у бродоградилишту "Апатин" су били задужени за ремонт брода "Сава" и током 2017. и 2018. године урађена је рестаурација брода, превасходно у бродограђевинском смислу, након тога је уследило музеолошко опремање брода.
Брод-музеј је након рестаурације и опремања привезан у луци-сидришту "Ушће" где је изложен.